# Manchester United Football Club 1910-1911
Questa voce raccoglie le informazioni riguardanti il Manchester United Football Club nelle competizioni ufficiali della stagione 1910-1911.

## Divise
| Casa | Trasferta |

## Rosa
| N. |                        | Ruolo | Calciatore     |
| -- | ---------------------- | ----- | -------------- |
|    | Inghilterra (bandiera) | P     | Hugh Edmonds   |
|    | Inghilterra (bandiera) | P     | Harry Moger    |
|    | Inghilterra (bandiera) | D     | Tony Donnelly  |
|    | Inghilterra (bandiera) | D     | Leslie Hofton  |
|    | Inghilterra (bandiera) | D     | Oscar Linkson  |
|    | Inghilterra (bandiera) | D     | George Stacey  |
|    | Scozia (bandiera)      | C     | Alex Bell      |
|    | Inghilterra (bandiera) | C     | Joe Curry      |
|    | Inghilterra (bandiera) | C     | Dick Duckworth |
|    | Irlanda (bandiera)     | C     | Mickey Hamill  |
|    | Scozia (bandiera)      | C     | Jimmy Hodge    |

| N. |                        | Ruolo | Calciatore         |
| -- | ---------------------- | ----- | ------------------ |
|    | Inghilterra (bandiera) | C     | Charlie Roberts    |
|    | Inghilterra (bandiera) | C     | George Wall        |
|    | Inghilterra (bandiera) | C     | Arthur Walley      |
|    | Inghilterra (bandiera) | A     | Samuel Blott       |
|    | Inghilterra (bandiera) | A     | Arthur Hooper      |
|    | Scozia (bandiera)      | A     | George Livingstone |
|    | Galles (bandiera)      | A     | Billy Meredith     |
|    | Inghilterra (bandiera) | A     | Tommy Nuttall      |
|    | Inghilterra (bandiera) | A     | Jackie Sheldon     |
|    | Scozia (bandiera)      | A     | Sandy Turnbull     |
|    | Inghilterra (bandiera) | A     | Enoch West         |